# Teleocichla
Genre
Teleocichla est un genre de poissons de la famille des Cichlidae.

## Liste des espèces
Selon World Register of Marine Species (1 septembre 2020) :
- Teleocichla centisquama Zuanon & Sazima, 2002
- Teleocichla centrarchus Kullander, 1988
- Teleocichla cinderella Kullander, 1988
- Teleocichla gephyrogramma Kullander, 1988
- Teleocichla monogramma Kullander, 1988
- Teleocichla prionogenys (Kullander, 1998)
- Teleocichla proselytus Kullander, 1988
- Teleocichla wajapi Varella & Moreira, 2013